# André Domingos da Silva
För andra betydelser, se André da Silva.
André Domingos da Silva, född den 26 november 1972, är en brasiliansk friidrottare som tävlar i kortdistanslöpning.

## Individuella meriter
Silva har deltagit vid fyra olympiska spel utan att nå några större framgångar individuellt. Vid Olympiska sommarspelen 1992 blev han utslagen i försöken på 100 meter. Vid Olympiska sommarspelen 1996 tog han sig vidare till kvartsfinalen på 100 meter men blev där fyra vilket inte räckte till en plats i semifinalen. Vid Olympiska sommarspelen 2000 tävlade han på 200 meter men fick se sig utslagen redan i försöken. Vid Olympiska sommarspelen 2004 blev det en åttonde plats i kvartsfinalen på 100 meter.
Han har även deltagit i fem världsmästerskap men som bäst tagit sig vidare till kvartsfinalen. Däremot har han blivit sydamerikansk mästare på 100 meter vilket han blev 1999. Han vann även guld vid universiaden 1999 på 100 meter.

## Meriter i stafett
Vid OS 1996 blev han tillsammans med Arnaldo da Silva, Robson da Silva och Édson Ribeiro bronsmedaljörer på 4 x 100 meter efter Kanada och USA. Han var även med i laget som vid VM 1999 blev bronsmedalörer denna gång efter USA och Storbritannien.
Vid OS 2000 tog det brasilianska laget över 4 × 100 meter silver bakom USA. Tiden, 37,90 sekunder, innebar ett nytt sydamerikanskt rekord. Förutom da Silva ingick i silverlaget 2000 Édson Ribeiro, Vicente de Lima, Claudinei da Silva och Claudio Souza, varav den sistnämnde sprang försöksheat men inte finalen.
Vid VM i Paris 2003 sprang da Silva med Ribeiro, Vicente de Lima och Souza, samtliga OS-medaljörer från 2000. Laget sprang in på tredje plats men har i efterhand flyttats upp till silverplatsen sedan Storbritanniens lag diskats för dopning (Dwain Chambers).

## Personliga rekord
- 100 meter - 10,06
- 200 meter - 20,15